# Geschichte der deutschen Gasversorgung

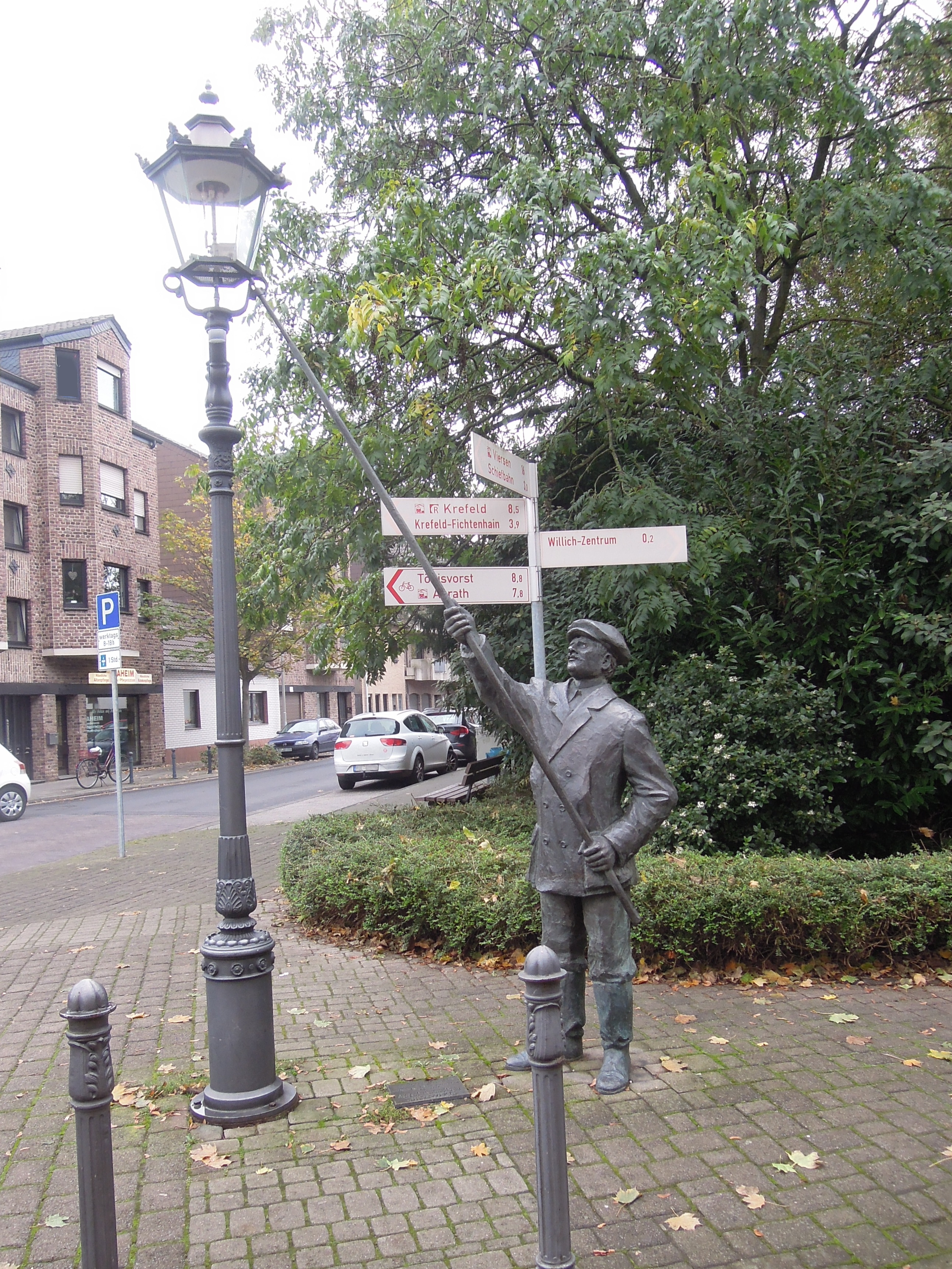
Gaslaterne

Für die Gasversorgung von Städten und Industrien in Deutschland waren historisch verschiedene Substanzen von Bedeutung. Bis Ende des 19. Jahrhunderts basierte die Gasversorgung für Gaslaternen, Gasherde und Gasofen vor allem auf sogenanntem Stadtgas, das durch Steinkohlevergasung lokal erzeugt und in Rohrleitungsnetzen örtlich begrenzt verteilt wurde. Heutzutage wird die Gasversorgung vorrangig durch über weite Distanzen importiertes fossiles Erdgas (Methan) sichergestellt, wobei Biogas und Wasserstoff eine wachsende Rolle spielen sollen. Des Weiteren wird Gas als Brennstoff auch in Gasflaschen genutzt, meist als bei geringem Druck verflüssigtes Flüssiggas (Propan, Butan, Autogas/LPG). Alle diese chemisch unterschiedlichen Stoffe werden umgangssprachlich und in Sinne dieses Artikels als Gas bezeichnet.

## Vorindustrielle Experimente und Entdeckungen
Lange bevor mit der industriellen Revolution in England die wirtschaftliche Produktion und systematische Nutzung von Gas begann, war es einigen Wissenschaftlern und Entdeckern in Europa bekannt geworden, dass organische Substanzen vergast werden können und das entstehende Gas unter anderem zur Beleuchtung genutzt werden kann.
Der erste war möglicherweise der flämische Chemiker und Naturforscher Johan Baptista van Helmont (1577–1644), der einen „wilden Geist“ beschreibt, der aus erhitztem Holz und Kohle ausströme. Er bezeichnet ihn in seinem Buch Ursprünge der Medizin (1609) als „Gas“ (abgeleitet von griechisch χάος, d. h. Chaos). Auch der deutsche Arzt und Chemiker Johann Joachim Becher (1635–1682) entdeckte unabhängig davon, dass man holländischen Torf und englische Steinkohle zu Koks oder Teer verarbeiten kann und dass dabei ein Gas entsteht, mit dem man Metall oder Glas schmelzen kann.
Im Jahr 1763 soll in Newcastle das bei der Verkohlung in geschlossenen Öfen austretende Gas zur Beleuchtung verwendet worden sein. Ähnliche Berichte gibt es von dem Gut des Lords Dundonald 1781.
Der Würzburger Apotheker Johann Georg Pickel forschte 1775 an einer Beleuchtung mit Gas, das er aus der Trockendestillation von Knochen gewonnen hatte.
Der holländische Apotheker Jan Pieter Minckelaers beleuchtete 1785 den Hörsaal der Universität Löwen mit Steinkohlengas.
In Italien beschrieb Felix Fontana um 1780 die Gewinnung von Wassergas, das für die Ballonfahrt dienen konnte.
In Frankreich beschäftigte sich der Straßen- und Brückenbauingenieur Philippe Lebon (1769–1804) mit der Gaserzeugung und entwickelte die 1799 patentierte Thermolampe.
Der Freiberger Professor Wilhelm August Lampadius (1772–1842) baute auf die Erfindungen von Lebon auf und beleuchtete zunächst sein Wohnhaus, später Teile des Obermarktes in Freiberg und dann mit einer eigenen Gasanstalt ein Amalgamierwerk im Nachbarort mit Gas. Das Verfahren basierte auf Steinkohlevergasung.

## Industrielle Gasbeleuchtung in England
Die industrielle Gaserzeugung und -nutzung begann Anfang des 19. Jahrhunderts in England. Die Pioniere der industriellen Gasbeleuchtung waren die Engländer William Murdock (1754–1839) und dessen Mitarbeiter Samuel Clegg (1781–1861).
Murdock arbeitete in der Maschinenfabrik von James Watt, dem Erfinder der Dampfmaschine. So kam er in die Bergwerke von Cornwall und begann mit den dortigen Kohlen zu experimentieren und durch Erhitzen Gas herzustellen. Dieses soll er in Schweinsblasen abgefüllt haben, aus denen er eine helle Flamme erzeugte, die er als Laterne für den abendlichen Heimritt verwendete. 1792 beleuchtete er sein Wohnhaus mit Gas. Um 1803 gelang es ihm die Maschinenfabrik Boulton & Watt mit Gasbeleuchtung auszustatten, der bald weitere Anlagen folgten.
Für den kaufmännischen Erfolg dieser Erfindung sorgte auch der Deutsch-Engländer Friedrich Albert Winsor. Er gründete mehrere große Aktiengesellschaften, um die Gasbeleuchtung zu vermarkten. Die erste davon ging Pleite. Doch dann gelang es Clegg das Gas mit Kalkmilch zu reinigen und so von seinem Gestank zu befreien und Gasuhren zur Messung des Verbrauchs zu entwickeln. Zusammen hatten sie schließlich auch wirtschaftlich Erfolg.
Um letztendlich städtische Straßen mit Gas zu beleuchten, mussten jedoch noch die Parlamentarier von der Ungefährlichkeit des Brennstoffes überzeugt werden. Dies gelang Clegg durch eine dramatische Demonstration: Er führte die Parlamentarierkommission in einen geschlossenen Raum, dessen Schlüssel er vorher demonstrativ in die Tasche steckte. Dort stand ein gefüllter kleiner Gasbehälter, in den er mit einem Pickel ein Loch schlug und dann zum Entsetzen der Anwesenden das ausströmende Gas entzündete. Dieses brannte mit ruhiger Flamme und erlosch erst, als der kleine Behälter leer gebrannt war.
Silvester 1813 brannte dann auf der Westminster-Brücke die erste öffentliche Beleuchtung. Schon 1816 gab es in London fast 7000 öffentliche Laternen, um die 20000 Brennstellen in Gebäuden und ca. 45 englische Meilen (72,5 km) Gasrohrleitungen. Die von Winsor dazu gegründete Aktiengesellschaft konnte erste Gewinnanteile auszahlen.
Um 1821 verfügte England bereits über 42 Gasgesellschaften, die in 52 Städten Gasanstalten betrieben.

## Gasbeleuchtung auf dem Kontinent
In den 1820er Jahren wurden erste Gaswerke auf dem Kontinent errichtet. 1822 wurde die Pariser Oper als erstes Theater auf dem Kontinent mit Gas beleuchtet. Die ersten Städte mit Gasanstalt und Gas-Straßenbeleuchtung waren Hannover (1825), Berlin (1826), Aachen und Leipzig (1838). Bis 1850 folgten Stuttgart, Hamburg, Breslau, Düsseldorf, München, Mannheim und 40 weitere Städte.
Maßgeblich beteiligt am Ausbau der Gasversorgung auf dem Kontinent war die Imperial Continental Gas Association. Diese hatte sich in ihrer Gründungsurkunde zum Ziel gesetzt, die größeren Städte des Kontinents mit Gas zu versorgen. In Deutschland errichtete sie erste Gaswerke in Hannover, Berlin, Aachen, Köln, Stolberg und Frankfurt am Main. Weiterhin errichtete sie Gaswerke in Amsterdam, Rotterdam, Brüssel, Gent, Antwerpen, Lille, Bordeaux, Toulouse und Wien.
Schon bald sorgten jedoch Streitigkeiten über Tarife, fällige Vergütungen der Städte für Beleuchtung und neu zu bauende Anlagen, sowie über den Anschluss von weniger lukrativ erscheinenden Straßen für Unstimmigkeiten zwischen den Kommunen und den privaten Betreibern von Gasanlagen. So beschloss der Magistrat im Einverständnis der Stadtverordnetenversammlung von Berlin bereits im März 1842 eigene Anlagen für die Gaslichtbeleuchtung zu bauen.

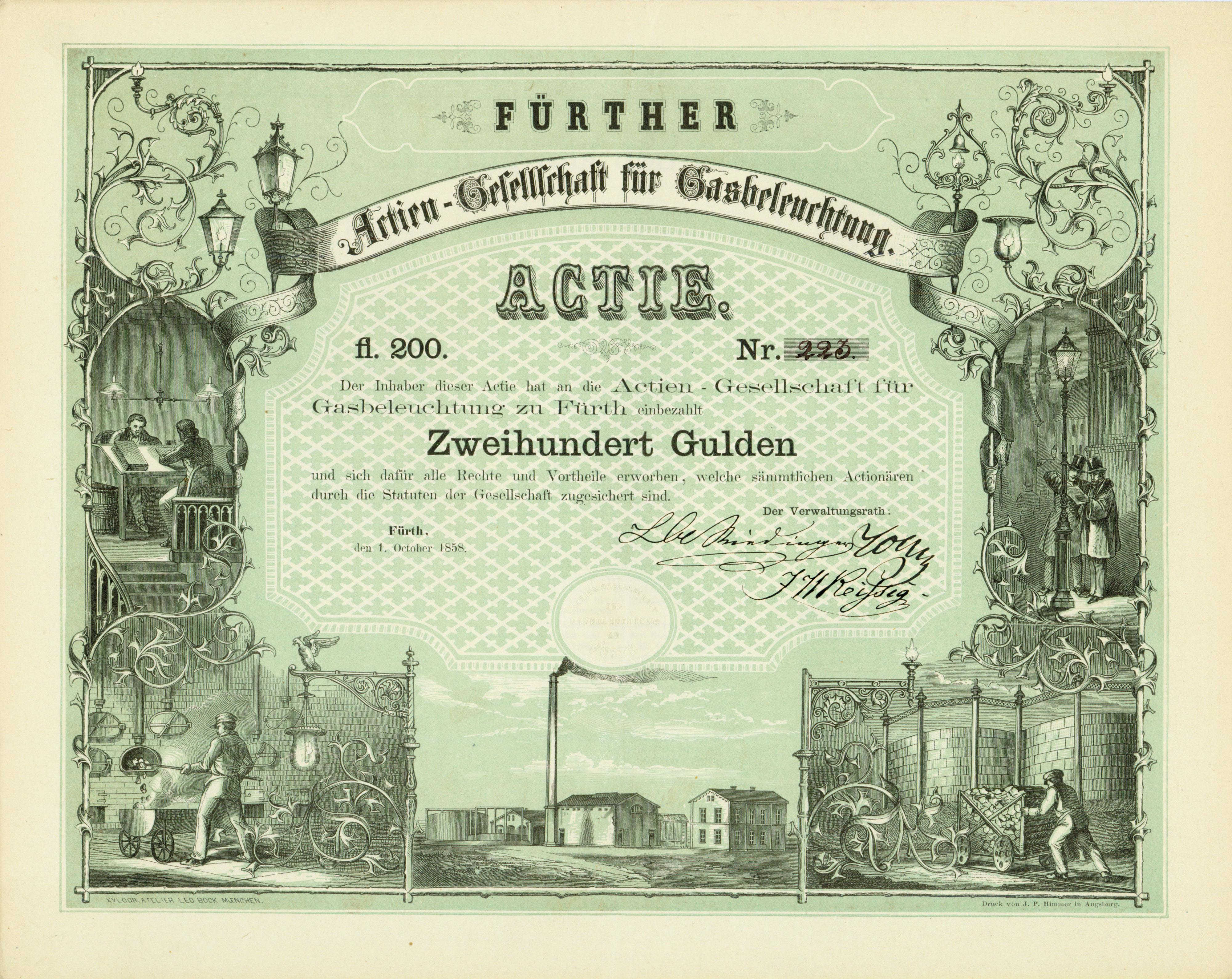
Aktie über 200 Gulden der AG für Gasbeleuchtung zu Fürth vom 1. Oktober 1858

Diese Entwicklung wurde maßgeblich durch den deutschen Ingenieur Rudolf Sigismund Blochmann ermöglicht und vorangetrieben. Im Jahr 1828 erbaute Blochmann in Dresden die erste öffentliche Gasanstalt in Deutschland, die vom Ausland unabhängig arbeitete. Die ersten 36 Laternen wurden im April auf dem Schloßplatz und vor dem Zwinger aufgestellt. Im gleichen Jahr war im benachbarten Dorf Burgk eine Gaserzeugungsanlage auf Basis des lokalen Steinkohlebergbaus in Betrieb genommen und eine Gasbeleuchtung eingeführt worden. Die technische Leitung dieser Gasanstalt lag bis 1849 in seinen Händen. Es folgte die Einrichtung einer Gasanstalt in Leipzig im Jahr 1837 sowie die Schaffung weiterer Gaswerke in Berlin, Breslau und Prag in den Jahren ab 1844.
Nach und nach übernahmen deutschlandweit die Kommunen die Gasversorgung. Im Jahre 1862 waren in Deutschland etwa ein Viertel, 1908 zwei Drittel, 1920 drei Viertel der Gaswerke in kommunaler Hand. In Westfalen waren bereits vor dem Ersten Weltkrieg fast alle Gaswerke in kommunaler Hand.

## Entwicklung von Gasverbrauch und Gasnutzung

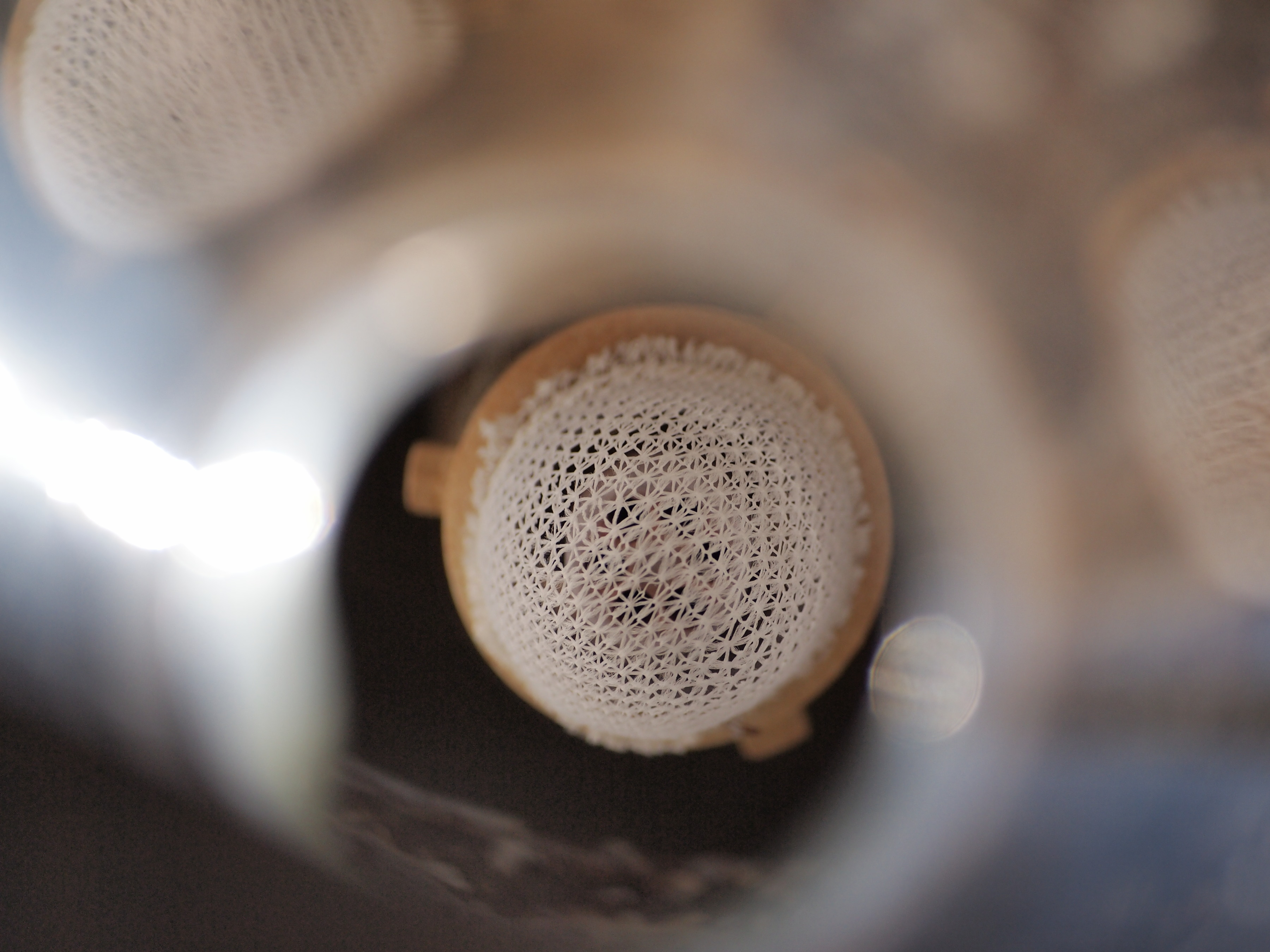
Glühstrumpf in einer Lübecker Gaslaterne

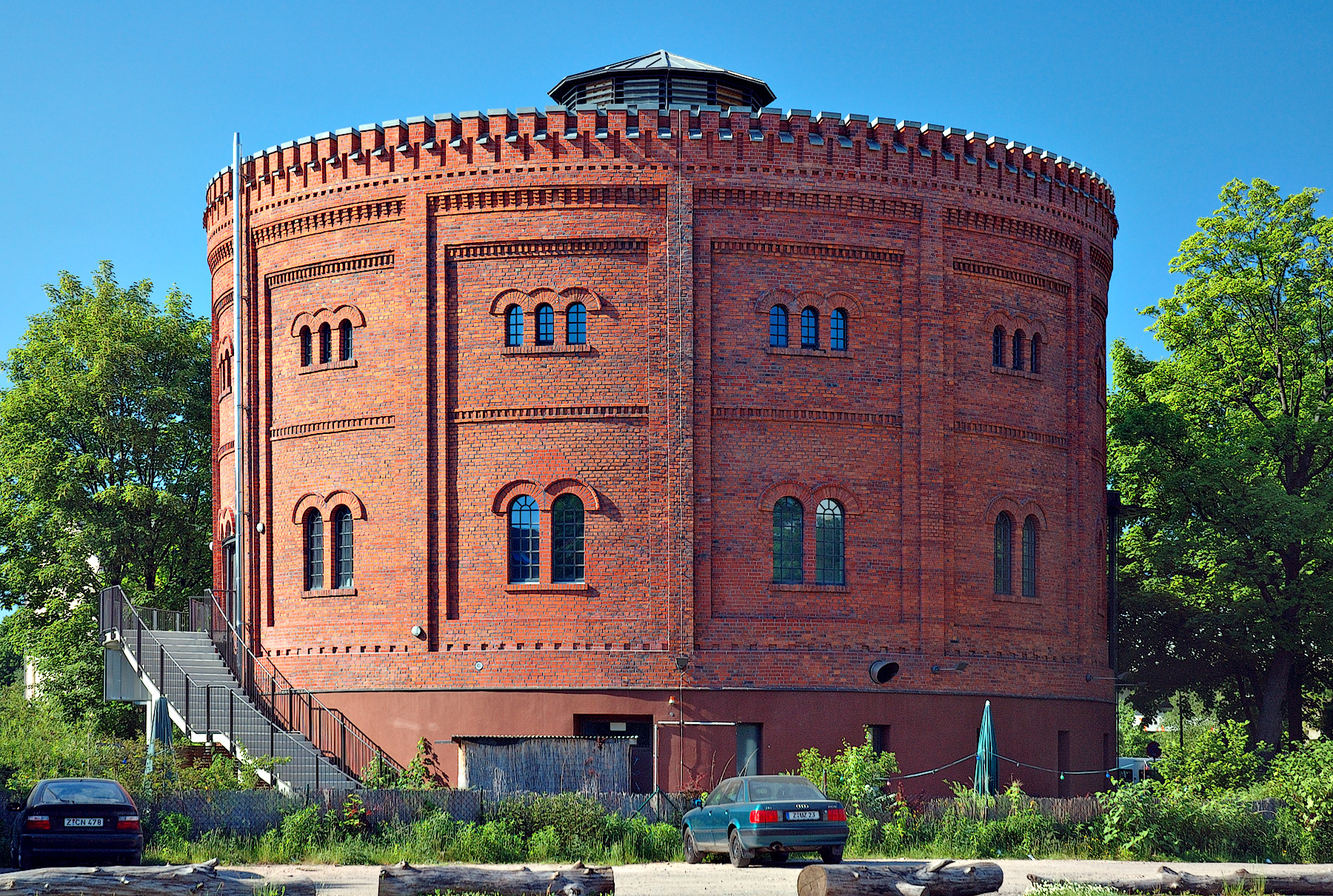
Alter Gasometer in Zwickau

Mit der Sicherstellung der Gasversorgung in den Großstädten stieg der Verbrauch rasant an und neue Nutzungsmöglichkeiten entstanden. So verfünffachte sich die Gasabnahme in Berlin von 1847 bis zum Jahr 1859.
Mit Gas wurde sowohl privat als auch in Großküchen gekocht. Beim Kochen war die Leuchteigenschaft der Gasflamme nicht erwünscht, stattdessen soll maximale Hitze erzeugt werden. Dazu dient eine Apparatur, die beim Entzünden der Gasflamme automatisch Luft ansaugt, so dass ein Gas-Luft-Gemisch entsteht. Dies ist das Prinzip des von Michael Faraday erfundenen und von Robert Wilhelm Bunsen perfektionierten Bunsenbrenners.
Zur Heizung öffentlicher Räume wurden Gasheizöfen genutzt. Die Weltausstellung in London präsentierte unter anderem gasbetriebene Kühlschränke und Waschmaschinen. 1867 konstruierte Nikolaus Otto einen Gasmotor für kleinere Werkstätten. 1874 wurde der von dem Engländer Benjamin Maughan erfundene Wasserheizer patentiert. Den noch heute gebräuchlichen Durchlauferhitzer erfand 20 Jahre später der Engländer Thomas Fletcher.
Auch die Gasbeleuchtung wurde perfektioniert. 1886 erfand der österreichische Chemiker Carl Auer von Welsbach den Glühstrumpf im Gaslicht. Gasstrümpfe wurden auf Strumpfstrickmaschinen hergestellt und dann mit Chemikalien getränkt. Beim vorsichtigen Abbrennen des Gewebes bleibt ein kristallines Skelett zurück, dass bei Erhitzung hell glüht. Das so erzeugte Licht war 8 mal heller als eine offene Gasflamme bei 40 % geringerem Verbrauch.
Durch die Erfindung des Glühstrumpfs blieb die Gasbeleuchtung auch gegenüber der aufkommenden elektrischen Beleuchtung konkurrenzfähig, zumal lange Zeit nur wenige Haushalte über einen Stromanschluss verfügten.
Um in Großstädten eine flächendeckende Versorgung zu garantieren und den Druck in den Gasleitungen zu regulieren, wurden Gasometer gebaut, die über ein Jahrhundert das Stadtbild prägten.
Die Kokserzeugung des Ruhrgebietes erzeugten naturgemäß Gas als Abfallprodukt, das entweder im Betrieb selbst oder an benachbarte Orte abgegeben wurde. Zum Ende des 19. Jhdts wurden immer längere Leitungen wirtschaftlich, die mit immer höherem Druck betrieben wurden. Anfang des 20. Jhdts besaßen die beiden Firmen Thyssen und RWE im Ruhrgebiet bereits ein Gasnetz mit 460 km Länge. Zwei Drittel davon gehörte der RWE.
| Jahr                              | 2015    | 2016    | 2017    | 2018    | 2019    | 2020    | 2021     | 2022    | 2023    | 2024    |
| --------------------------------- | ------- | ------- | ------- | ------- | ------- | ------- | -------- | ------- | ------- | ------- |
| Industrie                         | 337,804 | 354,302 | 369,587 | 365,723 | 359,376 | 359,894 | 367,471  | 303,889 | 284,348 | 303     |
| Privathaushalte und Wohnungsges.  | 264,628 | 284,984 | 278,641 | 277,11  | 284,837 | 275,948 | 319,134  | 268,482 | 252,643 | 253,962 |
| Gewerbe, Handel, Dienstleistungen | 119,249 | 118,4   | 119,811 | 126,057 | 125,551 | 120,976 | 129,075  | 111,022 | 94,544  | 100     |
| Stromversorgung                   | 72,443  | 106,043 | 111,418 | 107,287 | 124,832 | 133,513 | 122,589  | 107,208 | 104,118 | 108     |
| Fernwärme-/-kälteversorgung       | 61,653  | 67,673  | 70,091  | 62,989  | 63,138  | 62,232  | 68,225   | 58,869  | 59,799  | 63      |
| Verkehr                           | 2,118   | 1,848   | 1,621   | 1,839   | 1,464   | 1,866   | 2,199    | 2,386   | 2,137   | 2,013   |
| Gesamt                            | 857,895 | 933,25  | 951,169 | 941,005 | 959,198 | 954,429 | 1008,693 | 851,856 | 797,589 | 829,975 |

2024 vorläufig 

## Erster Weltkrieg und Weltwirtschaftskrise
Mit dem Ausbruch des Ersten Weltkrieges 1914 und insbesondere mit dem Kriegseintritt Englands wurde Deutschland zu einer belagerten Festung. Die Ernährung der Bevölkerung war ohne Importe kritisch, zahlreiche Rohstoffe waren knapp oder mussten durch Substitute ersetzt werden, die Gasversorgung wurde auf minderwertigere einheimische Kohle umgestellt. Die Gasabgabe folgte den Anforderungen der Kriegswirtschaft und der private Gasverbrauch wurde teilweise rationalisiert. Trotzdem wuchs das Gasnetz auch zu Kriegszeiten. Gas blieb für die Bevölkerung verfügbarer als andere Energiequellen wie Strom und Kohle.  Die Anlagen zur Kokserzeugung und Vergasung wurden zusätzlich zur kriegswichtigen Benzolgewinnung genutzt.
Nach dem Ersten Weltkrieg traf die große Weltwirtschaftskrise von 1929 auch Deutschland und die Gaswirtschaft. Die Arbeitslosigkeit war hoch. Die Gaserzeugung war zwar durch Rationalisierungsmaßnahmen und technischen Fortschritt billiger geworden, aber der wirtschaftliche Niedergang ließ den Absatz sinken. Viele Städte waren stark verschuldet. So bemühte sich die Stadt Berlin im Jahr 1931 ernsthaft, ihre Gaswerke zu verkaufen, konnte jedoch keinen Käufer finden. Das Ruhrgebiet wurde von den Franzosen besetzt. Auch hier war der Absatz von Steinkohle und Koks zurückgegangen.

## Ferngas und die Ruhrgas AG
Als es mit dem Bergbau, der Erzverhüttung und Stahlerzeugung im Ruhrgebiet wieder aufwärts ging, stieg zwar der Bedarf an Koks und es fiel mehr Kokereigas an, die regionalen Absatzmöglichkeiten blieben jedoch beschränkt. Deshalb beschloss das Rheinisch-Westfälische-Kohlensyndikat im Jahr 1926 eine eigene Ferngasgesellschaft für den Ruhrbergbau zu gründen. Die neu gegründete Gesellschaft wurde 1928 in Ruhrgas AG umbenannt. Sie übernahm das Fernwärmenetz der RWE und schloss Lieferverträge mit den angrenzenden Fernwärmegesellschaften, der Westfälischen Ferngas AG und der Vereinigten Gaswerke AG ab. Letztere vernetzte ihre Versorgungsgebiete durch Ferngasleitungen, legte viele lokale Gaswerke still und belieferte fortan mit dem Kokereigas der Ruhr.
Auch die Hütten des Saargebietes gründeten ihre eigene Ferngasgesellschaft. Aus mehreren Zusammenschlüssen entstand 1937 die Saar Ferngas AG.

## Zweiter Weltkrieg
Nach Ausbruch des Zweiten Weltkriegs stieg der Gasbedarf wegen den Anforderungen der Rüstungsindustrie zunächst deutlich an. Aufgrund fehlender Erdölimporte und Benzinknappheit wurden Nutzfahrzeuge auf Holzgas mit Holzvergasung umgerüstet. Um den steigenden Gasbedarf zu decken, schlossen auch ursprünglich selbstversorgte Gemeinden Lieferverträge mit den Ferngasgesellschaften ab. Es wurden dafür und zur Versorgung von Rüstungsbetrieben auch neue Leitungen gelegt.
Die Gasometer stellten für die 1943 beginnenden großen Luftangriffe der allierierten Bomber ein von oben gut sichtbares Ziel dar. Sie wurden daher teilweise auf Druck der anliegenden Bevölkerung bereits vorher vorsorglich abgebaut, teilweise wurden sie von Bomben ganz oder teilweise zerstört.
Im weiteren Verlauf des Krieges wurden auch die Rohrnetze weitgehend zerstört, meist gelang es den Städten bis Kriegsende immer wieder, die Schäden soweit zu beheben, dass die Gasversorgung notdürftig aufrechterhalten werden konnte. Auch beschädigte Gasometer konnten teilweise repariert und wieder in Betrieb genommen werden. Spätestens bei Kriegsende fiel die Gasversorgung jedoch nicht zuletzt durch die Zerstörungen von Brücken und Versorgungsanlagen durch die NS-Führung in vielen Städten aus.
Nach Kriegsende wurde die Gasversorgung durch zahlreiche Provisorien schnellstmöglich wieder in Gang gebracht. Die Produktion blieb zunächst jedoch weit unter Vorkriegsniveau. Dafür sorgten die flächendeckenden Zerstörungen und der Kohlenmangel. Gas wurde weiterhin rationiert und in der Ostzone wurden die noch vorhandenen Kohlerestbestände mit Braunkohlenbriketts aus der Lausitz gestreckt. Der Brennwert des Gases sank. Da die Gasbehälter sich nicht kurzfristig reparieren lassen, traten die deutschen Gaswerke den praktischen Beweis an, dass sich ein Gasnetz entgegen der „Erfahrungen“ von Militärs aller Nationen auch praktisch ohne Behälterausgleich betreiben lässt.
Gastankstellen blieben auch nach Kriegsende noch in Betrieb, weiterhin wurden Nutzfahrzeuge mit Stadtgas betankt oder sogar weitere Fahrzeuge umgerüstet. Für diesen Zweck kam auch Klärgas aus Kläranlagen zum Einsatz, das mit Tankwagen an Ort und Stelle gebracht wurde.
Die Instandsetzung von Kriegsschäden dauerte bis in die 50er Jahre an. Erst 1950 lag der Gasverbrauch in etwa wieder auf Vorkriegsniveau.

## Entwicklung in Ostdeutschland
Reparaturen von Kriegsschäden zogen sich bis in die 50er Jahre hinein. Dann mussten die Betriebe auch endgültig nach den Planungs- und Abrechnungsmethoden der volkseigenen Wirtschaft arbeiten. Von Anfang an gab es Probleme mit der Kohleverfügbarkeit.
So verarbeiteten die Berliner Gaswerke in den 50er Jahren vorgemischte Feinkohlen aus der Sowjetunion, die aus über 30 polnischen und zehn tschechoslowakischen Kohlengruben gemischt wurde. Die Ofenarbeiter bezeichneten das Gemisch abfällig als „Kosakenkies“. Zusätzlich kamen Kohlen mit sehr hohem Schwefelanteil aus dem Zwickauer Revier. Weiterhin wurde Wassergas in großen Mengen aus Anthrazit erzeugt und dem Stadtgas beigemengt. Die eigene Gaserzeugung sank und die Stadt bezog zunehmend Gas aus überregionalen Verbundnetzen.
Solche Verbundnetze entstanden in Ostdeutschland im Erfurter, Leipziger und Berliner Raum. Da die Kohle- und Stahlreviere fehlten, gab es weniger Absatz für Koks. Verfügbar war außerdem vorrangig Braunkohle, Steinkohle musste aus dem Westen importiert werden und unterlag ab 1948 einem Embargo. Man benötigte somit ein Vergasungsverfahren, dass Braunkohle verwerten konnte und den festen Brennstoff möglichst vollständig in Gas wandelte. Dazu wurde Braunkohle mit Zufuhr von reinem Sauerstoff im sogenannten Lurgi-Verfahren unter Druck vergast. Nach diesem Verfahren wurden im Gaskombinat „Schwarze Pumpe“ in der Niederlausitz 85 % des Stadtgases der DDR erzeugt. Zudem entstand auch eine Anlage zur Druckvergasung von Kohlenstaub und eine Methanolanlage.
1969 wurde der volkseigene Betrieb „Verbundnetz Gas“ gegründet. Ähnlich wie die Ruhrgas AG im Westen übernahm die spätere VNG bereits 3700 km Hochdruckleitungen von Vorgängerorganisationen. Sie lieferte zuletzt 85 % des braunkohleerzeugten Stadtgasverbrauches der DDR. Als 1975 die russischen Erdgaslieferungen begannen, sorgte die VNG auch hier für die flächendeckende Verteilung in Ostdeutschland. Durch ihr flächendeckendes ostdeutsches Ferngasnetz wurde die VNG-Verbundnetz Gas AG nach der Wende zu einem wichtigen Player der deutschen Gaswirtschaft.

## Erdgas kommt ins Spiel
Erdöl und Erdgas als „brennende Quelle“ sind schon aus dem alten Testament und aus der Antike bekannt. Eine größere industrielle Nutzung von Erdgas begann jedoch erstmals in den USA im Jahr 1825 im Ort Fredonia im Westen des Bundesstaates New York. Hier legte William H. Hart einen Schacht zur Erdgasgewinnung für die Beleuchtung einer Mühle und eines Wohnhauses an. Hart nutzte Erdgas auch zur Beleuchtung eines Leuchtturms am Eriesee. Er gründete im Jahr 1858 die erste Erdgasgesellschaft, die Fredonia Gas Light Company.
In Deutschland entdeckte die DDR bereits Anfang der 50er Jahre ein Erdgasvorkommen bei Salzwedel, das ab 1968 für industrielle Zwecke genutzt wurde. Lieferungen erfolgten u. a. nach Magdeburg, wo 9 Dampferzeuger im HKW Rothensee (2× 25 MW, 1× 32 MW elektrische Leistung) auf Erdgasfeuerung umgestellt worden sind. Aufgrund des zu geringen Methan-Anteiles wurde später die Umstellung auf Russisches Erdgas durchgeführt.
In Stralsund wurde eine Spaltanlage errichtet, um Flüssiggas in Stadtgas umzuwandeln.
Die geringen Erdgasvorkommen Westdeutschlands wurden ebenfalls entweder industriell genutzt oder zur Stromerzeugung verwendet. Die Aufbereitung zu Stadtgas erfolgte selten. Es wurden dann in der Regel einfach kleinere Mengen Erdgas dem Stadtgas beigemischt.
Mit der systematischen Suche wurden jedoch weitere Erdgasquellen in Deutschland entdeckt und 1959 stellte Oldenburg als erste deutsche Stadt die Gasversorgung vollständig auf Erdgas um. Das Gas kam aus dem 45 km entfernten Lastrup.
Weit wichtiger war die Entdeckung eines großen Erdgasfeldes bei Groningen in den Niederlanden. Das Feld überstieg den Eigenbedarf der Niederländer, die bislang ebenfalls Kokereigas aus der Ruhr importiert hatten, bei weitem. Die Niederländer wurden dadurch zum ersten großen Erdgasexporteur in Europa.
Nach Entdeckung des holländischen Erdgases und den in den 70er Jahren beginnenden russischen Importen stellten sukzessive weitere westdeutsche Städte ihre Gasnetze auf Erdgas um. Der Brennwert von Erdgas war deutlich höher als das bisher verwendete Stadtgas und im Gegensatz zu diesem geruchlos und ungiftig. Um Unfälle durch Gaslecks zu verhindern wurde und wird Erdgas künstlich odoriert. Ende der 70er Jahre war die Umstellung auf Erdgas in Westdeutschland abgeschlossen. Ausnahme blieb die Stadt Westberlin, das erst 1996 als letzte Stadt im vereinten Deutschland auf Erdgas umgestellt wurde.

## Russisches Erdgas
In den 1930er-Jahren wurden zwischen Wolga und Ural große Erdölfelder entdeckt. Bald übertraf die Ölförderung dort die in der gesamten übrigen Sowjetunion. Die Gesamtförderung an sowjetischem Öl stieg von 53 Millionen Tonnen im Jahre 1953 auf 113 Millionen fünf Jahre später und 224 Millionen Tonnen im Jahre 1964. 1965 wurden in Westsibirien weitere, noch größere Öl- und Gasfelder entdeckt, die man zu erschließen begann. Im Jahre 1970 betrug die Ölförderung in der UdSSR 353 und fünf Jahre später 491 Millionen Tonnen und übertraf zum ersten Mal die Förderung in den USA. In den nächsten Jahren wuchs dieser Vorsprung.
Die Lagerstätten befanden sich jedoch in unwegsamen und unwirtlichen Gebieten. Die Erschließung erforderte ein riesiges Pipelinenetz und damit Großrohre, Maschinen und Anlagen, welche die Sowjetunion nur aus dem Westen importieren konnte. Die USA verfügte zwar über die modernste Technologie, war aber nicht bereit, diese an die UdSSR zu verkaufen. Auch die übrigen westlichen Länder stimmten im Jahre 1949 den US-amerikanischen Vorgaben der Exportkontrolle (CoCom) zu.
Spätestens ab der zweiten Hälfte der 1950er-Jahre begannen jedoch einzelne Konzerne, das Exportverbot zu brechen. So lieferten die deutschen Konzerne Mannesmann, Phoenix-Rheinrohr und Hoesch ab 1958 Großrohre für den Bau von Pipelines in die Sowjetunion. Im Jahre 1961 kam ein wechselseitiges Geschäft zustande, bei dem die Sowjets Rohstahl liefern, die deutschen Betriebe daraus Rohre herstellen, die anschließend wieder in die Sowjetunion exportiert werden. So wurden im Jahr 1962 schon 255.400 Tonnen Rohre aus Westdeutschland in die Sowjetunion geliefert. Die Lieferungen ermöglichten den 1959 begonnenen Bau der Pipeline „Druschba/Freundschaft“ zur Versorgung von Osteuropa inklusive der DDR mit Erdöl. Bis 1964 wurden für diese Pipeline rund 730.000 Tonnen Rohre verlegt. In den nächsten Jahren wurde sie noch weiter ausgebaut. Die USA war jedoch über diese Zusammenarbeit nicht erfreut und erwirkte 1962 einen NATO-Beschluss über ein Embargo auf den Export von Großrohren (das sogenannte Röhren-Embargo) in die Ostblockstaaten, das sodann auch von der deutschen Regierung umgesetzt wurde.
1965 wurden in Westsibirien weitere gigantische Erdöl- und Gasfelder entdeckt. Für die Erschließung setzte der Kreml erneut auf westdeutsche Konzerne. Tatsächlich wurde das Röhren-Embargo 1966 von Bundeskanzler Erhard aufgehoben.
Im Januar des Jahres 1969 schickte der Wirtschaftsminister der ersten Großen Koalition, Karl Schiller, Staatssekretär Klaus von Dohnanyi nach Moskau, um über den Bau einer Erdgasleitung in die Bundesrepublik zu reden. Mit entsprechender politischer Unterstützung unterzeichneten dann am 1. Februar 1970 die Konzerne Ruhrgas und Mannesmann sowie die Deutsche Bank mit sowjetischen Regierungsvertretern die Verträge zu den Deutsch-sowjetischen Röhren-Erdgas-Geschäften in Milliardenhöhe. Hierbei ist der zeitliche Zusammenhang zum Beginn der Neuen Ostpolitik der sozialliberalen Koalition unter Kanzler Brandt erwähnenswert, die sich nach der Bundestagswahl im September 1969 gebildet hatte. So reiste Egon Bahr als Staatssekretär im Kanzleramt am 28. Januar 1970 nach Moskau, um inoffizielle Gespräche zu führen. Der Historiker Bogdan Musiał schreibt hierzu: „Und gerade diese Gespräche brachten den Durchbruch und die Wende in der bundesdeutschen Ostpolitik“ und führt sodann zur politischen Bedeutung der Deutsch-sowjetischen Röhren-Erdgas-Geschäfte für die Neue Ostpolitik aus: „Darin lagen also aus sowjetischer Sicht Genese und Sinn der neuen westdeutschen Ostpolitik begründet“.
Im Rahmen der Deutsch-sowjetischen Röhren-Erdgas-Geschäfte lieferten bis Dezember 1972 die Mannesmannröhren-Werke 1,2 Millionen Tonnen Großrohre an die Sowjets für eine Gaspipeline von 2.000 Kilometer Länge. Die Deutsche Bank finanzierte gemeinsam mit anderen deutschen Geldhäusern dieses Geschäft mit einem Kredit von 1,2 Milliarden DM zu Konditionen, die drei Prozentpunkte unter den damals üblichen Zinsen lagen. Die sowjetische Seite verpflichtete sich im Gegenzug, vom 1. Oktober 1972 bis 1992 52 Milliarden Kubikmeter Gas im Wert von 2,5 Milliarden DM nach Westdeutschland zu liefern. Damit war auch der Kredit zu tilgen. Die Ruhrgas AG übernahm die Aufgabe, das sowjetische Gas in der BRD zu verteilen.

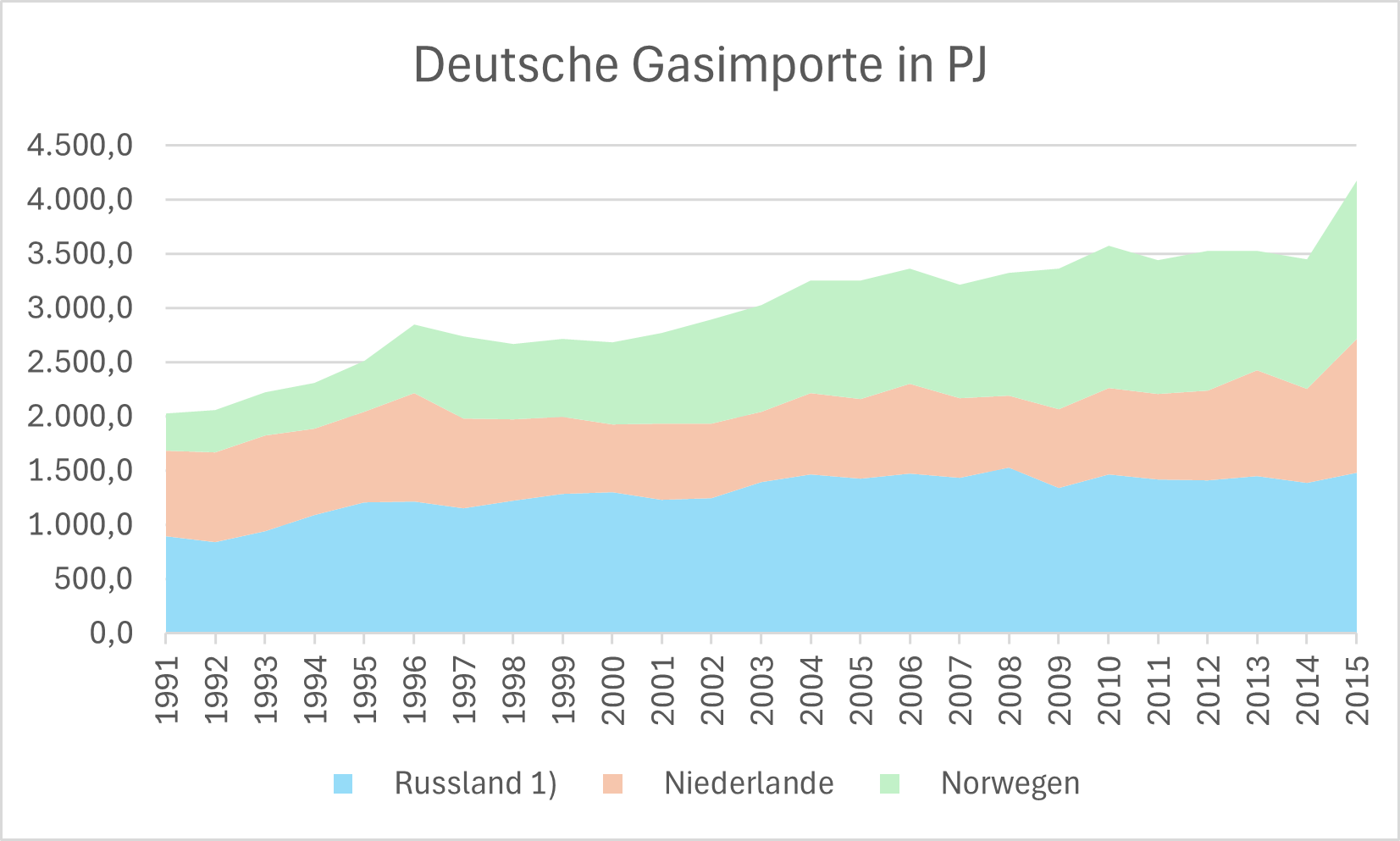
Erdgasimporte nach Deutschland zwischen 1991 und 2015

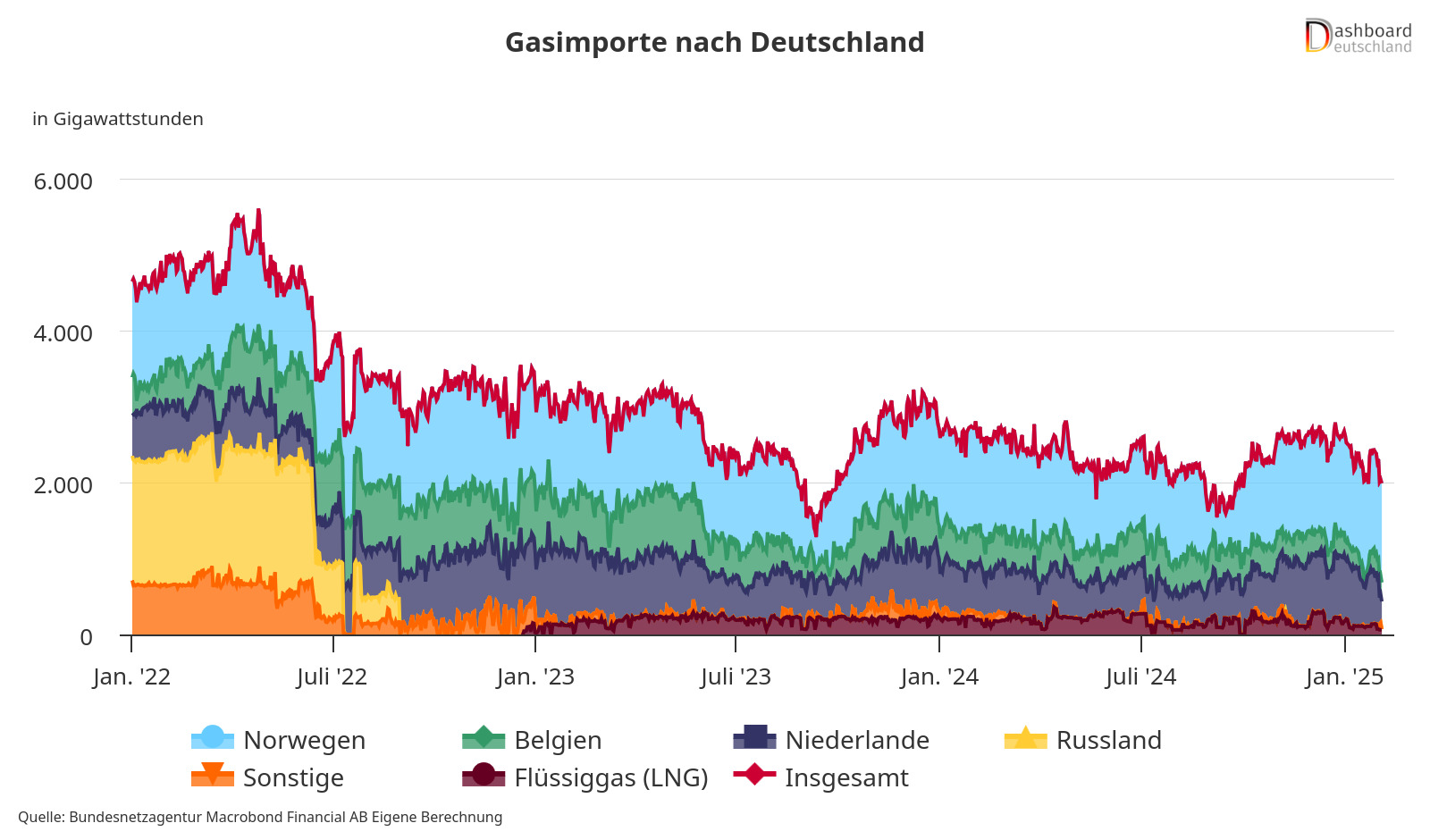
Gasimporte nach Deutschland 2022 bis Feb. 2025

So konnte die Sowjetunion ihre enormen neu entdeckten Erdöl- und Gasfelder in Westsibirien erschließen. Ende 1965 betrug die Gesamtlänge der Pipelines 28 500 Kilometer, bis Ende 1970 verlegte man weitere 10.000 Kilometer, in den fünf Folgejahren nochmals 19.000 Kilometer. Im gleichen Maße stiegen die Fördermengen. Im Jahre 1965 förderte die Sowjetunion 128 Milliarden Kubikmeter Gas, 1970 197 Milliarden Kubikmeter, 1975 289 Milliarden und 1980 435 Milliarden Kubikmeter. Trotz Einschreitens der US-Regierung und erheblichen Verzögerungen daraus, kam es zu einem weiteren Gemeinschaftsprojekt Westdeutschlands mit der Sowjetunion, dem Bau der Jamburg-Pipeline (auch Fortschritt genannt). Die ersten Lieferungen über diese Pipeline begannen 1989.
Ein großer Teil des Öls und Gases exportierten die Sowjets in westliche Länder. Der Gasexport in den Westen stieg von drei Milliarden Kubikmeter im Jahre 1970 über 19 und 54 Milliarden Kubikmeter in den Jahren 1975 und 1980 auf 110 Milliarden Kubikmeter im Jahre 1990.
Die steigenden Einnahmen aus Öl- und Gasexporten sicherten der Sowjetunion einen breiten Zustrom von Devisen. Dies verzögerte den wirtschaftlichen Zusammenbruch des kommunistischen Regimes und die Befreiung Osteuropas. So stellte im Jahre 1987 ein Experte von Gosplan, der obersten Planungsbehörde in der UdSSR, während einer internen Konferenz fest: „Ohne Samotlor [enorme Öl- und Gasfelder in Westsibirien, die 1965 entdeckt worden waren] hätte das Leben uns gezwungen, die wirtschaftlichen Reformen vor 10–15 Jahren einzuführen.“

## Weltmarkt Erdgas

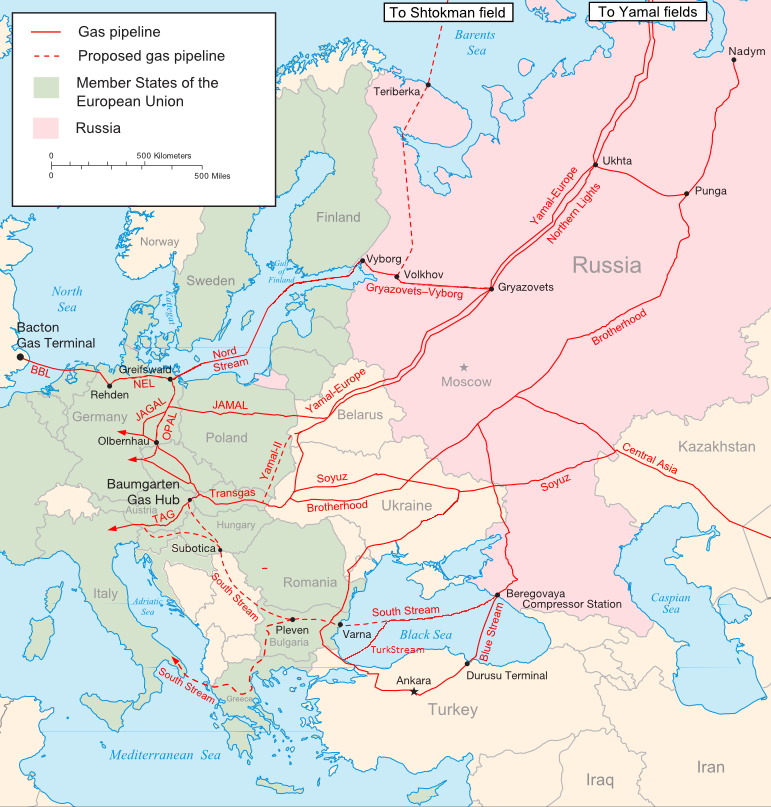
Gaspipelines von Russland nach Europa

In den 70er Jahren führte eine Drosselung der Förderung der OPEC zu einem starken Ölpreisanstieg, der als Ölpreiskrise in die Geschichte einging.
Dies machte die Förderung kürzlich entdeckter Öl- und Gasreserven in der Nordsee rentabel und führte zur weiteren Explorationen und Entdeckungen, die sich mehrheitlich im Hoheitsgebiet Norwegens und Großbritanniens befinden.
Hohe Preise machten auch die Erdgasverflüssigung und den Transport über die Weltmeere rentabel.
Ab den 80er Jahren begannen die Ölpreise dann stark zu fallen. Dazu trug auch eine gesteigerte Förderung der OPEC bei. Sinkende Einnahmen aus dem Export von Öl und Gas begünstigten den Zusammenbruch der Sowjetunion.
Das relativ billige und verfügbare Erdgas wurde in Deutschland immer mehr zu einer tragenden Säule der Stromwirtschaft und der Energieversorgung insgesamt. Dazu trug auch ein immer größeres internationales Pipelinenetz bei. Mit einem Anteil von ca. 24 % am Primärenergieverbrauch steht Erdgas heute in der Energieversorgung an dritter Stelle hinter Öl und Kohle.
In den 90er Jahren erschloss das Fracking weitere Erdgasquellen für die USA und über die Möglichkeit der Verflüssigung auch für den Weltmarkt.

## Neuregulierung der Gaswirtschaft
Mit der Neuregulierung der Stromwirtschaft im Jahr 1998 war von Anfang an die Erwartung verbunden, dass gleiche oder ähnliche Strukturen auch im Gasmarkt durchgesetzt werden sollen.
Der Gasmarkt war in den 90er Jahren vergleichbar strukturiert wie die Stromwirtschaft. Es gab Stadtwerke oder regionale Versorger, die Städte und Gemeinden versorgten und Ferngasgesellschaften, die überregional agierten und die Versorger mit Gas belieferten. Allerdings wurde das Gas im Gegensatz zum Strom nicht im Lande produziert, sondern fast vollständig aus dem Ausland über langfristige Verträge mit Ölpreisbindung und Take-or-Pay-Klauseln importiert.
Die langfristige Vertragsgestaltung sollte die Finanzierung der langfristigen Pipelineinvestionen ermöglichen. Öl ist ein Substitutionsgut für Gas, für das es einen lange bestehenden Weltmarkt mit Preisen gibt, die auch für große Player kaum manipulierbar sind. Dies sollte zu marktgerechten Abrechnungspreisen führen. Den Anbietern kam aber die Bindung an den Ölpreis auch deshalb gelegen, weil sie die Substitution von Öl durch Gas bei steigenden Ölpreisen (oder umgekehrt) von vornherein unterband. Langfristigkeit und die rückwärtsschauenden (d. h. vergangene Preisentwicklungen abbildenden) Ölklauseln ermöglichten jedoch auch für Stadtwerke oder Ferngasgesellschaften eine sichere Kalkulationsbasis für ihre Versorgertätigkeit.
Die Trennung von Netz und Vertrieb und die Durchleitung von Gas zu regulierten Netzentgelten stieß somit zunächst auf Widerstand in der Branche. Ein begrenzter Handel kam erst 2006 auf Druck der Bundesnetzagentur zustande. Zu diesem Zeitpunkt wurde der Branche jedoch überlassen, Deutschland in sogenannte Marktgebiete zu unterteilen, innerhalb derer die regulierte Durchleitung gelten solle. Der Gashandel in Deutschland begann somit mit der Aufteilung Deutschlands in 19 Marktgebiete. Dennoch eröffnete die EEX bereits im Juli 2007 den Spot- und Terminhandel für Gas in den beiden wichtigsten Marktgebieten.
Wie im Strommarkt erfolgt der Gashandel über das Führen von sogenannten Bilanzkreisen in den jeweiligen Marktgebieten. Jeder Lieferant muss die von ihm an Endkunden gelieferten, in Speicher eingespeisten oder verkauften Mengen in einem Konto namens Bilanzkreis führen und dem Marktgebietsverantwortlichen täglich für den Folgetag melden, dass er genau diese Mengen auch in dem Marktgebiet gekauft, importiert oder aus Speichern ausgespeist hat, so dass sein Bilanzkreiskonto für den Folgetag ausgeglichen ist.
In unterschiedlichen Marktgebieten konnten zunächst unterschiedliche Gaspreise im Handel entstehen. Die Durchleitung von einem Marktgebiet in ein anderes war nach wie vor Verhandlungssache. Durch Kooperationen und Verhandlungen der Gasbranche unter sanftem Druck der BNetzA reduzierte sich die Anzahl der Marktgebiete jedoch bis zum Oktober 2011 auf die beiden Marktgebiete Gaspool und NetConnect-Germany. Seit dem 1. Oktober 2021 ist Trading Hub Europe das einzige Marktgebiet in Deutschland.

## Auswirkungen des Ukrainekrieges
Vor dem Ausbruch des Krieges 2022 war Russland der größte Gaslieferant für Deutschland. Bereits im Juni 2022 begann Russland, die Gaslieferungen über die Pipeline Nord Stream 1 schrittweise zu drosseln. Dies geschah mit der Begründung, dass technische Probleme an den Turbinen vorlägen, obwohl viele Experten und Politiker dies als Vorwand ansahen, um den Druck auf Europa zu erhöhen. Später, im September 2022, wurde die Pipeline ganz abgeschaltet. Am 26. September 2022 wurden die Pipelines Nord Stream 1 und 2 durch einen Sabotageakt gesprengt. Russland machte klar, dass es nicht länger bereit war, Gas zu den zuvor vereinbarten Konditionen zu liefern. Dies führte zu einer massiven Unsicherheit auf den Energiemärkten. Ein weiterer Grund für ausfallende Lieferungen waren westliche Sanktionen. Ab März 2022 forderte Russland von den westlichen Ländern die Zahlung von Gaslieferungen in Rubel, anstatt in Euro oder Dollar, was von vielen westlichen Staaten als wirtschaftlicher Druck und als Versuch, die Sanktionen zu umgehen, betrachtet wurde. Deutschland und andere EU-Staaten lehnten dies ab, was zu weiteren Spannungen führte. Die deutschen Gaspreise stiegen extrem an und verblieben auch nach dem Preisschock 2022 auf einem mehr als doppelt so hohen Preisniveau wie vor dem Krieg.
Die Verträge deutscher Gasversorger bestanden jedoch nicht mit Russland direkt, sondern mit der deutschen Tochter von Gasprom, der Gasprom Germania. Deutschland versuchte sich zunächst auf den Standpunkt zu stellen, dass die Lieferkonditionen mit der Gasprom Germania vertraglich fixiert wären, und Russland somit weiterhin verpflichtet wäre, zu diesen Konditionen zu liefern. Russland kündigte daraufhin an, die Lieferungen aus Russland zu beenden oder preislich anzupassen und die Tochter Gasprom Germania in die Insolvenz gehen zu lassen, in deren Büchern dann die Preisdifferenz zwischen verteuerten Kauflieferverträgen aus Russland bzw. dann notwendigen Marktkäufen und den unveränderten Verkaufslieferverträgen an die deutschen Versorger landet.
In dieser Situation entschied die deutsche Regierung im April 2022 die Gazprom Germania zu verstaatlichen. Auf diese Weise blieben jedenfalls die Verkaufslieferverträge an die deutschen Versorger weiterhin garantiert und eine Insolvenzwelle der deutschen Gasversorger und Stadtwerke wurde verhindert. Verluste aus dem Ausfall russischer Lieferverpflichtungen oder einer Anpassung der Lieferkonditionen russischer Bestandsverträge landeten weiterhin in den Büchern von Gasprom Germania und somit jetzt beim Staat. Weiterhin verlor Russland durch diese Maßnahme den Zugriff auf deutsche Gasspeicher, über die Gazprom Germania verfügte.
Der Ausfall Russlands als Lieferant führte dennoch zu großen finanziellen Verlusten, die in großen Teilen den Staatshaushalt belasteten. Für alle künftigen Käufe hatte sich das Preisniveau drastisch erhöht, was zu einem ebenso deutlichen Rückgang des deutschen Gasverbrauchs führte. Leidtragend ist vor allem die produzierende Industrie, deren Produktion Stand 2025 unter das Coronaniveau gesunken ist. In der Stromerzeugung konnte auf Gaskraftwerke nicht verzichtet werden, so dass das Gaspreisniveau eins zu eins auf den Strompreis durchschlug, der sich erst mit der stückweisen Senkung der Gaspreise in den folgenden Jahren wieder langsam absenkte, wobei der Strompreis an der Börse Stand 2025 weiterhin weit über dem Vorkriegsniveau liegt.
Die künftige Gasversorgung Deutschlands und Europas und damit die Zukunft der produzierenden Industrien ist weiterhin unklar. Der Winter 2025 sah nicht nur hohe Preise, sondern auch frühzeitig entleerte Speicher und Versorgungsengpässe.